# 462e division d'infanterie (Allemagne)
La 462e division d'infanterie allemande, ou 462e Infanterie-Division, puis 462e Volks-Grenadier-Division, s'illustra durant la bataille de Metz au cours de la Seconde Guerre mondiale. Elle dépendait de la 1re armée allemande et était basée à Metz.

## Historique de l'unité

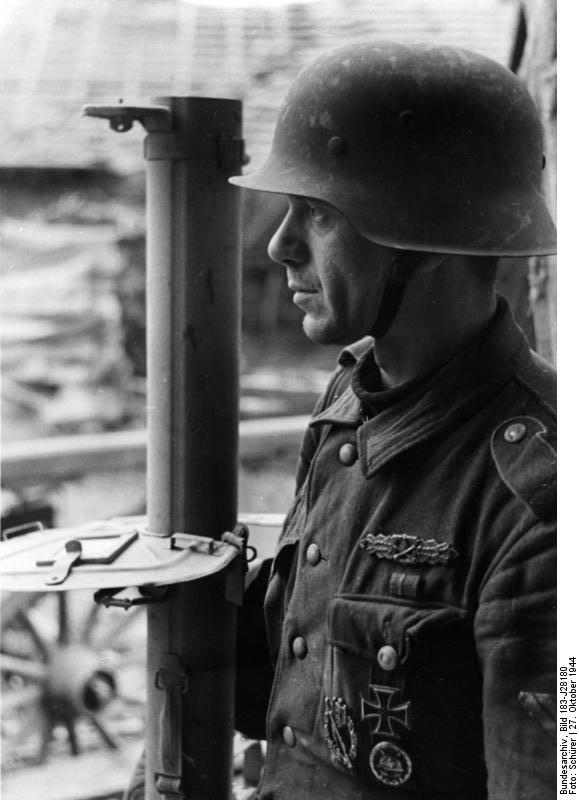
Grenadier allemand avec son Panzerschreck, à Maizières-lès-Metz, le 27 octobre 1944

Créée le 25 août 1942 à Nancy en Lorraine, la 182e division fut rebaptisée 462e division le 15 octobre 1942. Elle dépendait du Wehrkreis XII, la XIIe région militaire allemande. Les services d’état-major ont été déplacés à Metz le 10 décembre 1942. Comme division d’instruction, cette formation avait pour mission de former de nouvelles recrues, d'entraîner des sous-officiers nouvellement promus, et de ré-entraîner des soldats convalescents, avant leur affectation définitive. En 1944, la division n°462 était toujours une simple division d’instruction de la XIIe région militaire allemande. Elle était alors stationnée à Metz, Thionville et Luxembourg. La 462e division de réserve passa sous les ordres du Generalleutnant Krause vers le 20 juillet 1944. Sous son commandement, elle devint une division de combat et s’illustra au cours de la bataille de Metz en septembre 1944. Ses hommes furent distingués à ce titre par l’Ärmelband Metz 1944 sur l’initiative du colonel Joachim von Siegroth, qui fut promu pour son action au feu, Generalmajor, le 9 novembre 1944.
Dès le début de septembre 1944, la 462e division fut rattachée au XIIIe SS-Armeekorps aux côtés de la 17e SS-Panzergrenadier-Division, des 3e et 15e Panzergrenadier Division, de la 553e Grenadier Division et de la 106e Panzer-Brigade Feldherrnhalle. La 462e Infanterie-Division fut formée en hâte avec les éléments disponibles de la division d'instruction et avec des soldats réquisitionnés alors qu'ils battaient en retraite vers l'Allemagne. Fin septembre, elle intégra le LXXXII. Armeekorps avec la 48e Infanterie Division, les 19e et 559e Grenadier-Division et la 17e SS-Panzergrenadier-Division. À partir du 18 septembre, le général Vollrath Lübbe prit le commandement de la division qui fut renforcée le 19 octobre 1944. Le commandant Zimmermann en fut son chef d’État-major à partir du 5 octobre. Elle devint la 462e Volks-Grenadier-Division au début du mois de novembre 1944.

## Formation de l'unité combattante
À la nouvelle division d'infanterie, Krause incorpora les 1888 élèves officiers de l’école de Metz ainsi que 1500 soldats de différentes armes de la wehrmacht pour former deux bataillons, dotés de canons et de pièces anti-chars. L’ensemble placé sous les ordres de Siegroth, devint rapidement homogène, et très combatif grâce à la détermination des aspirants. Tous les postes de combat importants, comme les postes de pointeurs pour l’artillerie, ou ceux d’officiers de liaison furent confiés à des Fahnenjunkers bien instruits. La section d’artillerie de campagne fut formée à partir de la section d’artillerie d’instruction, autour de pièces russes de 76,2 mm prises sur le front de l’Est. L’artillerie de forteresse fut réinstallée à la hâte dans les forts de Metz situés sur la rive ouest de la Moselle. Les deux bataillons d’infanterie d’instruction, le bataillon d’instruction du génie, ainsi que la compagnie d’instruction de mitrailleuses lourdes, furent aussi complétés avec des soldats réquisitionnés à Metz. Le régiment de sécurité 1010 du colonel Richter, arrêté à Metz alors qu’il se repliait, forma directement deux bataillons de trois compagnies. Les sous-officiers Waffen SS de l’école des transmissions de Metz du colonel Kemper formèrent un bataillon de quatre compagnies. Quant aux unités de la Flak de Metz, elles furent converties en unités anti-chars de 20 mm, 37 mm et 88 mm pour être aussi incorporées à la 462e division. À partir du 7 septembre 1944, les 2000 élèves "chefs de groupe" de la XIIe région militaire, de l’école de Wiesbaden, vinrent renforcer l’effectif de la division. La plupart de ces sous-officiers étaient des vétérans du front de l’Est. Ils furent répartis entre deux bataillons et deux batteries d’artillerie, dont l’une doté de pièces auto-portées.

## Composition décembre 1943
- 246e Grenadier-Ersatz-Regiment : Régiment de grenadiers de réserve composé des 125e, 313e et 352e Grenadier-Ersatz-Bataillone.
- 552e Grenadier-Ersatz-Regiment : Régiment de grenadiers de réserve composé des 208e, 212e, 226e, 321e, 697e et 698e Grenadier-Ersatz-Bataillone.
- 572e Grenadier-Ersatz-Regiment : Régiment de grenadiers de réserve composé des 110e, 256e, 437e, 438e, 463e, 483e et 485e Grenadier-Ersatz-Bataillone.
- 14e Maschinengewehr-Ersatz-Bataillon : Bataillon de mitrailleurs de réserve.
- 35e Artillerie-Ersatz-Regiment : Régiment d'artillerie de réserve composé des 70e, 105e et 179e Artillerie-Ersatz-Abteilungen.
- 3e Brückenbau-Ersatz- und Ausbildungs-Bataillon : Bataillon du génie de réserve et d'instruction.

## Composition fin août 1944 (Kampfgruppe Krause)
- 246e Grenadier-Ersatz-Regiment : Régiment de grenadiers de réserve composé des 125e, 313e et 352e Grenadier-Ersatz-Bataillone.
- 552e Grenadier-Ersatz-Regiment : Régiment de grenadiers de réserve composé des 208e et 698e Grenadier-Ersatz-Bataillone.
- 35e Artillerie-Ersatz-Regiment : Régiment d'artillerie de réserve.
- 3e Brückenbau-Ersatz- und Ausbildungs-Bataillon: Bataillon du génie de réserve.
- Fahnenjunkerschule VI des Heeres “Metz”: École des officiers de Metz, sous les ordres du colonel SS Joachim von Siegroth. (environ 1800 Fahnenjunkers)
- Nachrichtenschule der Waffen-SS: École des transmissions de la Waffen-SS, sous les ordres du colonel SS Ernst Kemper. (environ 2 000 hommes)
- Unterführerschule des Wehrkreis XII: École des sous-officiers "chefs de groupe" de la XIIe région militaire, de Wiesbaden, sous les ordres du colonel Wagner.

## Composition fin septembre 1944
- Grenadier-Regiment 1215 "Stössel[4]" (Fahnenjunker-Schule VI)
- Grenadier-Regiment 1216 "Wagner" (Kgr. 15/XII)
- 1010e Sicherungs-Regiment "Richter"
- Divisions-Füsilier-Kompanie 462
- Pionier-Bataillon 1462
- Nachrichten-Abteilung 1462
- Feldersatz-Bataillon 1462
- Versorgungstruppen 1462 (services d’intendance)

## Composition fin octobre 1944
- Grenadier-Regiment 1215 "Stössel" (Fahnenjunker-Schule VI), commandé par le colonel von Stössel[2];
- Grenadier-Regiment 1216 "Wagner" (Kgr. 15/XII), commandé par le colonel Stolz[2];
- Grenadier-Regiment 1217 "Richter", commandé par le lieutenant-colonel Richter[2];
- Artillerie-Regiment 1462, commandé par le colonel Palm[2];
- Divisions-Füsilier-Kompanie 462, commandé par le commandant Voss (?)[2];
- Panzerjäger-Abteilung 1462, à 3 compagnies, commandé par le capitaine Lautenschlager[2];
- Pionier-Bataillon 1462, commandé par le capitaine Hasselmann[2];
- Nachrichten-Kompanie 462, commandé par le capitaine Friemel[2];
- Feldersatz-Bataillon 1462, commandé par le capitaine Gratwohl[2];
- Divisions-Versorgungs-Regiment 1462

Ces régiments, bataillons et compagnies, formés officiellement le 25 octobre à Metz, ont été détruits en novembre 1944 au cours de la bataille de Metz.

## Commandants successifs
- Generalleutnant Otto Schilling : 15 octobre 1942 - 5 décembre 1942
- Generalleutnant Ernst Güntzel : 5 décembre 1942 - 17 décembre 1942
- Generalleutnant Hans von Sommerfeld : 17 décembre 1942 - 15 juillet 1944
- Generalleutnant Walther Krause : 15 juillet 1944 - 15 octobre 1944
- Generalleutnant Vollrath Lübbe : 15 octobre 1944 - 12 novembre 1944
- Generalleutnant Heinrich Kittel : 14 novembre 1944 – 22 novembre 1944

## Sources
- (de) Composition de la 462e DI sur lexikon-der-wehrmacht.de
- (en) Ordre de bataille de la 1re armée sur axishistory.com
- René Caboz, La Bataille de Metz. 25 août - 15 septembre 1944, Sarreguemines, 1984.  (ISBN 978-2-7085-0022-8).